# Novemberflut 1981
Die sogenannte Novemberflut 1981 (auch Nordfrieslandflut 1981 genannt) war eine Sturmflut an der Nordsee vom 24. auf den 25. November 1981. Besonders schwer betroffen waren Jütland und Nordfriesland. Die Sturmflut hatte mit über 4 Meter über dem normalen Meeresspiegel die bis dahin höchsten Scheitelwasserstände hervorgebracht und starke Abbrüche an den Randdünen. Bei Cuxhaven stieg der Pegel auf 4,75 m über NN.